# Univerzita v St Andrews
Univerzita v St Andrews (anglicky University of St Andrews) je nejstarší univerzitou ve Skotsku a třetí nejstarší v anglicky hovořících zemích. Byla založena mezi lety 1410 a 1413. Univerzita se nachází ve městě St Andrews, v okrese Fife, na východním pobřeží Skotska.

## Založení univerzity

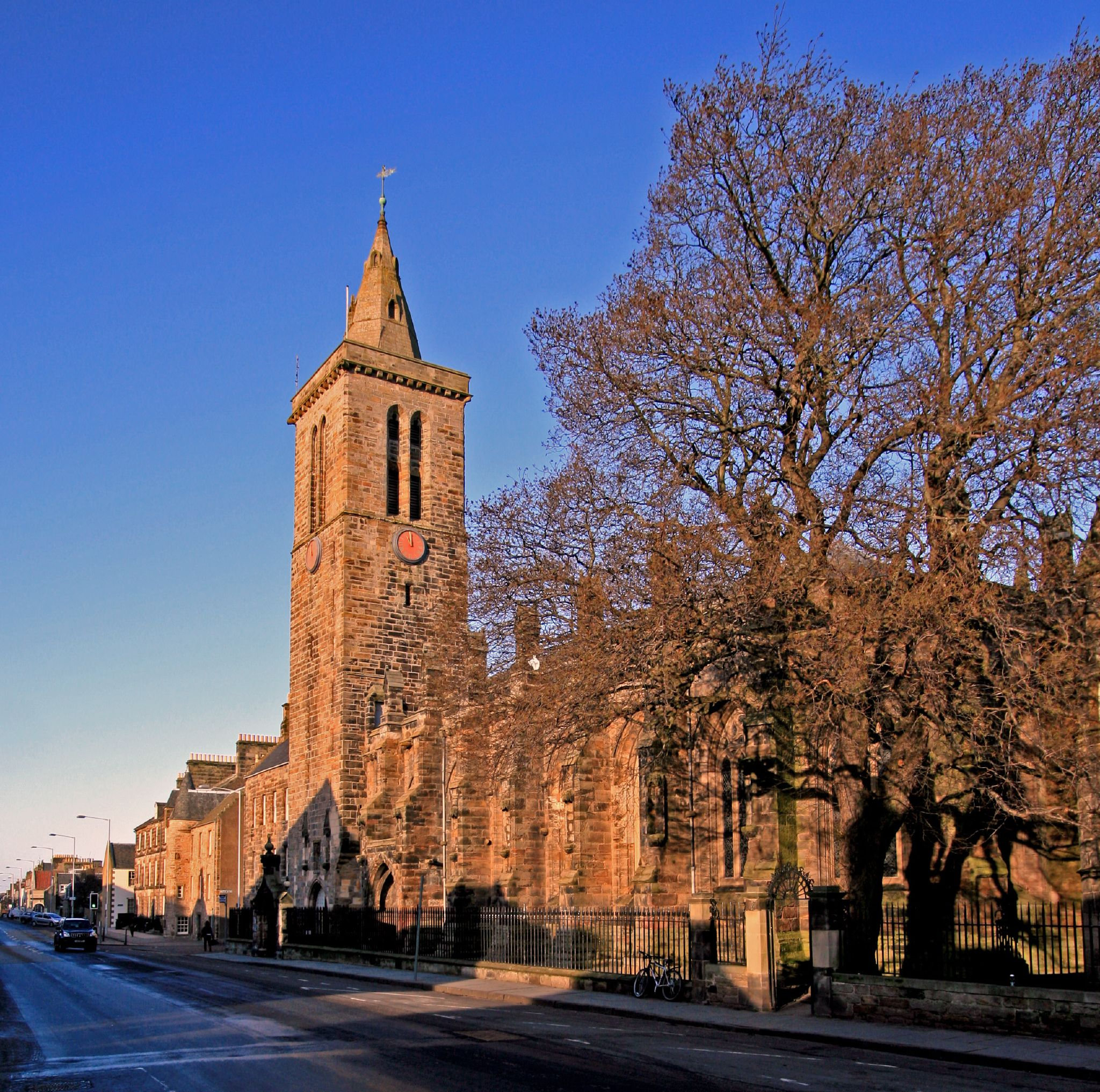
Kaple St Salvator

V roce 1410 skupina skotských učenců a kněží, kteří opustili univerzitu v Paříži jako důsledek rozkolu v západním křesťanství, vytvořili společnost vysokoškolského vzdělávání v městečku St Andrews zaměřenou na teologii, filozofii, medicínu a právo. Biskup diecéze St Andrews, Henry Wardlaw, této společnosti vzdělanců a učitelů v roce 1411 udělil výsady. Následně, biskup Wardlaw úspěšně žádal avignonského papeže Benedikta XIII. (v exilu v Peniscole) o přidělení statutu univerzity sérií bul, které jsou datovány do roku 1413.

## Univerzita dnes
Historické i moderní budovy univerzity jsou rozmístěné po celém městě. Kaple sv. Salvátora se datuje od 15. století a nová budova lékařské fakulty byla otevřena v roce 2010. Když studenti jsou v rezidenci, více než třetina obyvatel St Andrews jsou buď zaměstnanci anebo studenti univerzity. Studentský sbor s cca 10 000 příslušníky je pozoruhodně různorodý. Přibližně 30 % studentů pochází z více než 120 zemí mimo Spojené království, z jiných evropských zemích, ze Severní Ameriky a jinde ve světě.

## Hodnocení univerzity
Univerzita je považována za jednu z nejlepších univerzit ve Velké Británii a stabilně obsazuje přední místa v hodnocení kvality britských vysokých škol. Podle novin The Guardian má univerzita nejlepší katedry fyziky a astronomie, mezinárodních vztahů, informatiky a matematiky ve Velké Británii.
|                               | 2015 | 2014 | 2013 | 2012 | 2011 | 2010 | 2009 | 2008 | 2007 | 2006 | 2005 |
| ----------------------------- | ---- | ---- | ---- | ---- | ---- | ---- | ---- | ---- | ---- | ---- | ---- |
| Times Good University Guide   |      |      |      |      | 4.   | 4.   | 5.   | 5.   | 20.  | 7.   | 9.   |
| Guardian University Guide     | 3.   | 4.   | 4.   | 3.   | 4.   | 3.   | 5.   | 4.   |      | 43.  | 11.  |
| Sunday Times University Guide |      |      |      |      | 7.   | 5.   | 5.   | 6.   | 10.  | 14.  | 14.  |
| Complete University Guide     | 4.   | 6.   |      | 6.   | 6.   | 7.   | 7.   | 5.   |      |      |      |
| Daily Telegraph               |      |      |      |      |      |      | 5.   |      |      |      |      |